# Philippe Noiret
Philippe Noiret (Lille, 1 de outubro de 1930 — Paris, 23 de novembro de 2006) foi um actor francês. Recebeu dois prémios César e é sobretudo reconhecido pela sua participação nos filmes Cinema Paradiso, de Giuseppe Tornatore, e Amici miei (Meus Caros Amigos), de Mario Monicelli.

## Biografia
Depois de uma vida acadêmica bastante pífia-mau aluno,  foi reprovado três vezes no concurso para bacharel, mas apaixonou-se  pela  literatura,  pelos cavalos e pela vida na campanha - Noiret começou como ator de teatro e comediante de cabaré nos anos 1950. Em 1956 foi convidado pela diretora Agnès Varda para atuar em um papel cinematográfico no filme La pointe courte, ao qual se seguiram muitos filmes, entre os quais Zazie dans le métro de Louis Malle, em 1960, seu segundo filme.

### Do teatro ao cinema

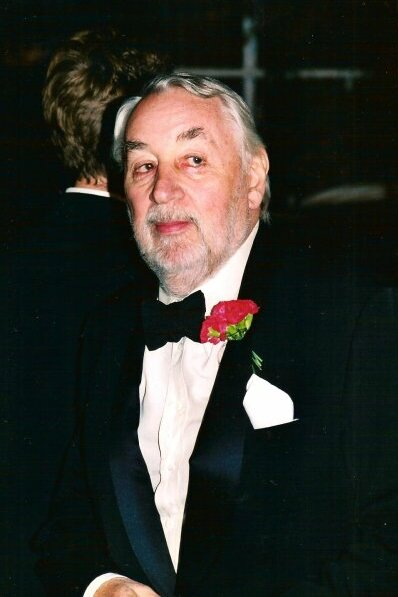
Philippe Noiret no festival de Cannes, em 2003.

A partir de 1966, ele passou a se dedicar exclusivamente ao cinema, tornando-se um ator muito respeitado pela corporação.
Noiret foi um dos atores mais requisitados do cinema italiano e francês. Atuou em mais de 150 filmes ao longo de cinco décadas, ganhando maior notoriedade após os sessenta anos de idade onde além de Cinema Paradiso, do diretor Giuseppe Tornatore (1991), fez também Il postino, de Michael Radford (1994), onde interpretou o poeta Pablo Neruda.
Noiret foi contemplado com dois prêmios César de melhor ator, em 1976 por Le vieux fusil (O Velho Fuzil), de Robert Enrico, e em 1990 por La vie et rien d'autre (A Vida e Nada Mais), de Bertrand Tavernier, um de seus parceiros mais frequentes.
Entre os diretores célebres com quem trabalhou incluem-se Alfred Hitchcock em Topaz (Topázio), Marco Ferreri em La grande bouffe (A Comilança), Philippe de Broca em Le bossu (O Corcunda), Francesco Rosi em Dimenticare Palermo (Esquecer Palermo) e Tre fratelli (Três Irmãos), Mario Monicelli em Amici miei (Meus Caros Amigos) e Amici miei atto II (O Quinteto Irreverente), Louis Malle em Zazie dans le métro (Zazie no Metrô) e Valerio Zurlini em Il deserto dei tartari (Deserto dos Tártaros).Morreu em Paris, aos 76 anos, de câncer no dia 23 de novembro de 2006.

### Cerimônia fúnebre reuniu o mundo cinematográfico
Ele morreu na tarde de   23 de novembro de 2006, no seu domicílio parisiense, aos 76 anos,  consequência de um câncer generalizado. Seu  amigo Jean Rochefort declarou a propósito de Noiret: « Um grande senhor nos deixou » e o Presidente da República, Jacques Chirac : « Com ele, é um gigante que nos deixa, ele restará um dos nossos maiores artistas. » Noiret  foi sepultado em 27 de novembro de 2006, no Cemitério  de Montparnasse em Paris, em frente à tumba do ator e cineasta Jean Poiret.
A cerimônia fúnebre foi celebrada na Basílica Sainte-Clotilde, em  Paris, e contou com a presença do Primeiro ministro, Dominique de Villepin, e de inúmeros  cineastas e atores, muitos havendo trabalhado com Noiret. Entre os cineastas: Claude Zidi, Bertrand Tavernier, Claude Berri, Patrice Leconte, Claude Pinoteau, Bertrand Blier, Jean-Paul Rappeneau, Jean-Marie Poiré e  Christopher Thompson;  entre os artistas,  Anouk Aimée, Fanny Ardant, Sabine Azéma, Jean-Paul Belmondo, François Berléand, Charles Berling, Michel Boujenah, Jean-Claude Brialy, Patrick Bruel, Catherine Deneuve, Gérard Depardieu,  Julie Depardieu, Marie Dubois, Andréa Ferréol, Isabelle Huppert, Gérard Jugnot, Thierry Lhermitte, Vincent Lindon, Eddy Mitchell, Bulle Ogier, Charlotte Rampling, Claude Rich e Catherine Rich.... Muito  abatidos, seus amigos Jean-Pierre Marielle e Jean Rochefort preferiram não asistir à cerimônia.

## Autobiografia
Nos seus últimos meses de vida, Philippe Noiret escreveu sua autobiografia  em parceria com Antoine de Meaux. O texto foi publicado em março de  2007 pelas edições  Robert Laffont com o título  Mémoire cavalière.

## Carreira
| Ano  | Título                                    | Título em português                   | Papel                        | Diretor                |
| ---- | ----------------------------------------- | ------------------------------------- | ---------------------------- | ---------------------- |
| 1949 | Gigi                                      |                                       | Não-creditado                | Jacqueline Audry       |
| 1950 | Olivia                                    |                                       | Não-creditado                | Jacqueline Audry       |
| 1952 | Agence matrimoniale                       |                                       | Não-creditado                | Jean-Paul Le Chanois   |
| 1956 | La Pointe courte                          |                                       | Lui                          | Agnès Varda            |
| 1960 | Zazie dans le Métro                       |                                       | Tio Gabriel                  | Louis Malle            |
| 1961 | Le Capitaine Fracasse                     |                                       | Hérode                       | Pierre Gaspard-Huit    |
| 1962 | Comme un poisson dans l'eau               |                                       | Lucien Barlemont             | André Michel           |
| 1962 | Le Crime ne paie pas                      |                                       | Clovis Hugues                | Gérard Oury            |
| 1962 | Thérèse Desqueyroux                       |                                       | Bernard Desqueyroux          | Georges Franju         |
| 1964 | Les Copains                               |                                       | Bénin                        | Yves Robert            |
| 1965 | La Vie de château                         |                                       | Jérôme                       | Jean-Paul Rappeneau    |
| 1966 | Tendre voyou                              |                                       | Bibi Dumonceaux              | Jean Becker            |
| 1967 | Alexandre le bienheureux                  |                                       | Alexandre                    | Yves Robert            |
| 1967 | Night of the Generals                     |                                       | Inspetor Morand              | Anatole Litvak         |
| 1969 | Topaz                                     | br/pt: Topázio                        | Henri Jarré                  | Alfred Hitchcock       |
| 1969 | Clérambard                                |                                       | Hector de Clérambard         | Yves Robert            |
| 1969 | Mr. Freedom                               |                                       | Participação especial        | William Klein          |
| 1969 | Justine                                   | Justine                               | Pombal                       | George Cukor           |
| 1971 | Murphy's War                              |                                       | Louis Brezon                 | Peter Yates            |
| 1971 | La Mandarine                              |                                       | Georges                      | Édouard Molinaro       |
| 1972 | La vieille fille                          |                                       | Gabriel Marcassus            | Jean-Pierre Blanc      |
| 1973 | La grande bouffe                          |                                       | Philippe                     | Marco Ferreri          |
| 1974 | Touche pas à la femme blanche!            |                                       | General Terry                | Marco Ferreri          |
| 1974 | L'Horloger de Saint-Paul                  |                                       | Michel Descombes             | Bertrand Tavernier     |
| 1975 | Amici miei                                | br: Meus Caros Amigos                 | Giorgio Perozzi              | Mario Monicelli        |
| 1975 | Le vieux fusil                            | br: O Velho Fuzil                     | Julien Dandieu               | Robert Enrico          |
| 1975 | Que la fête commence                      |                                       | Filipe II, Duque de Orléans  | Bertrand Tavernier     |
| 1976 | Une femme à sa fenêtre                    |                                       | Raoul Malfosse               | Pierre Granier-Deferre |
| 1976 | Le juge et l'assassin                     |                                       | Juiz Rousseau                | Bertrand Tavernier     |
| 1977 | Un taxi mauve                             |                                       | Philippe Marcal              | Yves Boisset           |
| 1977 | Tendre Poulet                             |                                       | Antoine Lemercier            | Philippe de Broca      |
| 1978 | Who Is Killing the Great Chefs of Europe? |                                       | Moulineau                    | Ted Kotcheff           |
| 1978 | Le Témoin                                 |                                       | Robert Maurisson             | Jean-Pierre Mocky      |
| 1980 | Pile ou face                              |                                       | Louis Baroni                 | Robert Enrico          |
| 1980 | On a volé la cuisse de Jupiter            |                                       | Antoine Lemercier            | Philippe de Broca      |
| 1981 | Tre fratelli (aka Three Brothers)         |                                       | Raffaele Giuranna            | Francesco Rosi         |
| 1981 | Coup de Torchon                           |                                       | Lucien Cordier               | Bertrand Tavernier     |
| 1982 | L'étoile du nord                          |                                       | Edouard Binet                | Pierre Granier-Deferre |
| 1982 | Tutti amici miei atto II                  |                                       | Giorgio Perozzi              | Mario Monicelli        |
| 1984 | Les Ripoux                                |                                       | René Boisrond                | Claude Zidi            |
| 1984 | Fort Saganne                              | br: Forte Saganne: O Herói do Deserto | Coronel/General Dubreuilh    | Alain Corneau          |
| 1985 | L'Eté prochain                            |                                       | Edouard                      | Nadine Trintignant     |
| 1986 | Speriamo che sia femmina                  |                                       | Conde Leonardo               | Mario Monicelli        |
| 1987 | Masques                                   |                                       | Christian Legagneur          | Claude Chabrol         |
| 1989 | The Return of the Musketeers              |                                       | Cardeal Mazarin              | Richard Lester         |
| 1989 | Ripoux contre ripoux                      |                                       | René Boisrond                | Claude Zidi            |
| 1989 | Nuovo Cinema Paradiso                     | br: Cinema Paradiso                   | Alfredo                      | Giuseppe Tornatore     |
| 1989 | La Vie et rien d'autre                    |                                       | Comandante Dellaplane        | Bertrand Tavernier     |
| 1991 | J'embrasse pas                            |                                       | Romain                       | André Téchiné          |
| 1991 | Uranus                                    |                                       | Watrin                       | Claude Berri           |
| 1992 | Tango                                     |                                       | François d'Amour             | Patrice Leconte        |
| 1994 | Il Postino                                | br: O Carteiro e o Poeta              | Pablo Neruda                 | Michael Radford        |
| 1994 | La Fille de d'Artagnan                    |                                       | d'Artagnan                   | Bertrand Tavernier     |
| 1994 | Grosse Fatigue                            |                                       | Ele próprio                  | Michel Blanc           |
| 1997 | Soleil                                    |                                       | Joseph Lévy                  | Roger Hanin            |
| 1997 | Les Palmes de M. Schutz                   |                                       | Sr. Schutz                   | Claude Pinoteau        |
| 1997 | Le bossu                                  |                                       | Filipe de Orléans            | Philippe de Broca      |
| 2002 | Les Côtelettes                            |                                       | Léonce Grison                | Bertrand Blier         |
| 2002 | Père et fils                              |                                       | Léo                          | Michel Boujenah        |
| 2003 | Ripoux 3                                  |                                       | René Boisrond / Jean Morzini | Claude Zidi            |
| 2007 | Trois amis                                |                                       | Serano                       | Michel Boujenah        |

## Prémios e indicações
| Ano  | Festival     | Categoria                      | Filme                  | Resultado | Ref.  |
| ---- | ------------ | ------------------------------ | ---------------------- | --------- | ----- |
| 1976 | Prêmio César | Melhor Ator                    | Le Vieux Fusil         | Venceu    | [ 5 ] |
| 1990 | BAFTA        | Melhor Ator em Papel Principal | Nuovo Cinema Paradiso  | Venceu    | [ 6 ] |
| 1990 | Prêmio César | Melhor Ator                    | La Vie et rien d'autre | Venceu    | [ 6 ] |